# Rails (tijdschrift)

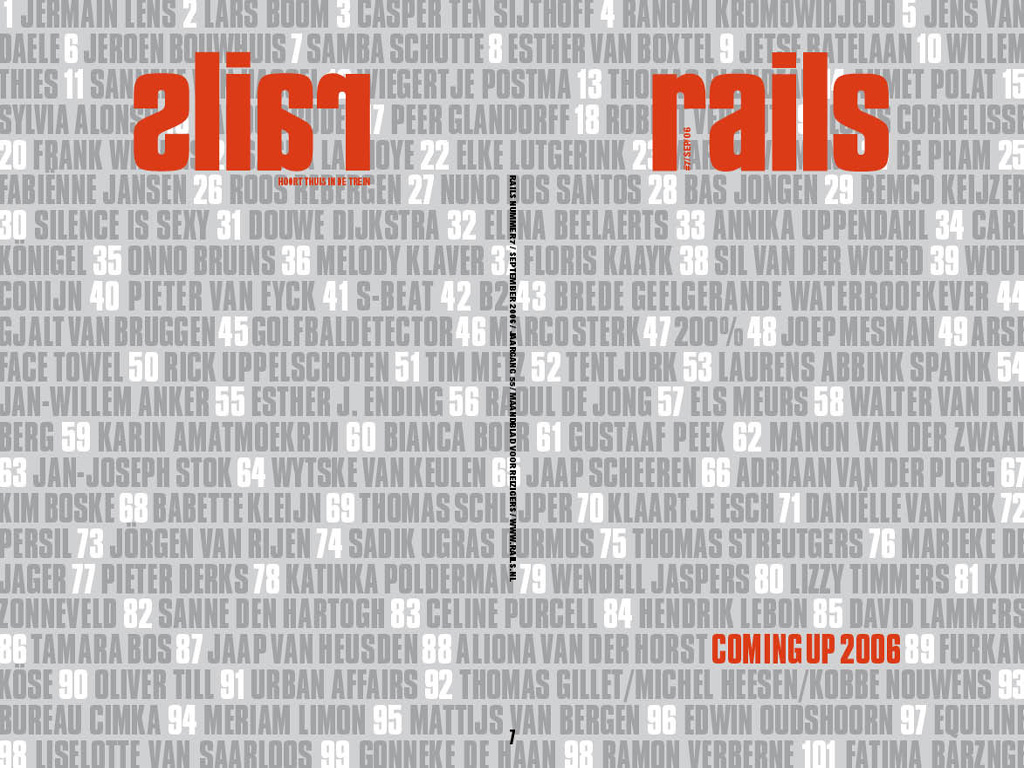
Omslag van Rails, september 2006

Rails was een maandblad van de Nederlandse Spoorwegen, dat gratis verspreid werd in de Nederlandse treinen. Het blad was bedoeld voor de reizigers als service om de reistijd nuttig te besteden.
De eerste uitgave verscheen in 1951, toen nog onder de titel Tussen de rails. Naast een aantal pagina's met mededelingen over de spoorwegen zelf bestond het blad uit verhalen, reportages en achtergronden over allerlei onderwerpen.
In 1989 werd de nieuwe naam, Rails, geïntroduceerd. Het maandblad werd hierbij vernieuwd en werd gekenmerkt door een naar het extravagante neigende lay-out, de fotoreportages en rubrieken zoals "hartkloppingen" (met oproepen), uitagenda, interviews en columns. Veel uitgaven waren opgebouwd rond een centraal thema. Daarnaast bleef er ruimte voor mededelingen over de spoorwegen zelf.
Het blad werd eenmaal per maand verspreid en werd los in de bagagerekken gelegd en dus niet zoals in bijvoorbeeld België gebeurde, waar dergelijke bladen met een lus opgehangen werden aan een haakje. Het was nadrukkelijk niet de bedoeling het blad mee te nemen en er stond dan ook op de voorkant van het blad de mededeling Niet mee naar huis nemen en later Rails hoort in de trein. Door de komst vanaf 1999 van gratis krantjes op de stations verminderde de belangstelling voor het blad. 
Het blad werd in 2008 opgeheven, omdat NS vond dat het niet meer aansloot bij het brede publiek dat met de trein reist. Tussen 1996 en 2001 was er het kwartaalblad En Passant/Spoorslags, dat abonnementhouders thuis per post ontvingen, in 2002 opgevolgd door Spoor dat eveneens viermaal per jaar verschijnt, sinds 2020 ook in een digitale versie.